# The One I Gave My Heart To
A The One I Gave My Heart To Aaliyah amerikai énekesnő hatodik (az USA-ban ötödik), utolsó kislemeze második, One in a Million című albumáról. A dalt Diane Warren írta. Dupla A-oldalas kislemezként jelent meg a Hot Like Fire, illetve a One in a Million című dallal, és több országban is hatalmas sikert aratott.

## Fogadtatása
A The One I Gave My Heart To a 24. helyen nyitott az amerikai Billboard Hot 100 slágerlistán 1997. október 4-én és a 9. helyig jutott fel a listán. Ugyanezen a héten a 18. helyen nyitott a Billboard Hot R&B/Hip-Hop Songs listán, ahol a 8. helyig jutott. Ez lett Aaliyah harmadik Top 10 dala a Hot 100-on első albuma két kislemeze, a Back & Forth és az At Your Best (You Are Love) után. A RIAA-tól október 21-én aranylemez minősítést kapott.
A The One I Gave My Heart To húsz országban került a slágerlista első helyére és negyven országban a Top 10-be, ezzel ez lett Aaliyah nemzetközileg legsikeresebb dala. Tizenhat hétig állt a nemzetközi egyesített slágerlista 2. helyén, és 1998-ban ez lett a 3. legtöbb példányban elkelt kislemez Celine Dion My Heart Will Go On és Janet Jackson Together Again című dalai után.

## Videóklip
A dal videóklipjét Darren Grant rendezte. Két helyszínen játszódik, majd a végén egy harmadik is látható. Az egyik jelenetben Aaliyah egy fából épült házban látható, ahol tükörben látja a klip többi jelenetét. Egy másik jelenetben egy fapadon ül az erdőben, a klip végén pedig a csepergő esőben sétál.

## Változatok
| CD maxi kislemez (Németország) 1. The One I Gave My Heart To (Radio Mix) – 3:53 2. Hot Like Fire (Timbaland’s Groove Mix) – 4:35 3. Hot Like Fire (Feel My Horns Mix) – 4:35 CD maxi kislemez (USA/Egyesült Királyság) 12" maxi kislemez (USA) 1. The One I Gave My Heart To (Radio Mix) – 3:53 2. Hot Like Fire (Album version) – 4:23 3. Hot Like Fire (Timbaland’s Groove Mix) – 4:35 4. Hot Like Fire (Feel My Horns Mix) – 4:35 5. Hot Like Fire (Instrumental) – 4:19 6. Death of a Playa (feat. Rashad) – 4:53 CD maxi kislemez (Európa) 1. The One I Gave My Heart To (Soul Solution Club Mix) – 8:25 2. The One I Gave My Heart To (Soul Solution Dub) – 7:40 3. The One I Gave My Heart To (Bonus Beats) – 3:32 4. One in a Million (Nitebreed Mongolidic Mix) – 9:32 5. One in a Million (Armand’s Drum n’ Bass Mix) – 7:12 6. One in a Million (Geoffrey’s House Mix) – 11:47 7. One in a Million (Wolf D Big Bass Mix) – 4:26 12" maxi kislemez (USA) 1. The One I Gave My Heart To (Soul Solution Club Mix) – 8:25 2. The One I Gave My Heart To (Soul Solution Club Dub) – 7:40 3. The One I Gave My Heart To (Bonus Beats) – 3:32 | CD maxi kislemez (USA) 1. The One I Gave My Heart To (Soul Solution Club Mix) – 8:25 2. The One I Gave My Heart To (Soul Solution Dub) – 7:40 3. One in a Million (Nitebreed Mongolidic Mix) – 9:23 4. One in a Million (Geoffrey’s House Mix) – 11:47 5. One in a Million (Armand’s Drum n’ Bass Mix) – 7:12 6. One in a Million (Wolf D Big Bass Mix) – 4:26 7. One in a Million (Nitebreed Dub) – 9:52 12" maxi kislemez (Egyesült Királyság; promó) 1. The One I Gave My Heart To (Radio Edit) – 3:53 2. Hot Like Fire (Timbaland’s Groove Mix) – 4:35 3. Hot Like Fire (Feel My Horns Mix) – 4:35 4. Hot Like Fire (Instrumental) – 4:19 12" maxi kislemez (Egyesült Királyság) 1. The One I Gave My Heart To (Radio Mix) – 3:53 2. Hot Like Fire (Album version) – 4:23 3. Hot Like Fire (Timbaland’s Groove Mix) – 4:35 4. Hot Like Fire (Feel My Horns Mix) – 4:35 5. Hot Like Fire (Instrumental) – 4:19 |

## Helyezések
| Slágerlista (1997/1998)                   | Legmagasabb helyezés |
| ----------------------------------------- | -------------------- |
| USA Billboard Hot 100                     | 9                    |
| USA Billboard Hot Dance Club Play         | 18                   |
| USA Billboard Hot Dance Singles Sales     | 6                    |
| USA Billboard Hot R&B/Hip-Hop Songs       | 8                    |
| USA Billboard Rhythmic Top 40             | 8                    |
| Argentin Top 40 kislemezlista             | 1 (2 hétig)          |
| Ausztrál ARIA kislemezlista               | 2                    |
| Belga (flamand) Ultratop 50 kislemezlista | 1 (7 hétig)          |
| Bolívia Hot 100 Songs                     | 1 (1 hétig)          |
| Brit kislemezlista                        | 15                   |
| Chilei kislemezlista                      | 1 (5 hétig)          |
| Brazil Hot 100                            | 1 (2 hétig)          |
| Dán kislemezlista                         | 2                    |
| Dél-afrikai Top 40 kislemezlista          | 1 (3 hétig)          |
| Francia kislemezlista                     | 1 (1 hétig)          |
| Holland Top 40                            | 2                    |
| Holland kislemezlista                     | 74                   |
| Görög IFPI kislemezlista                  | 1 (9 hétig)          |
| Horvát kislemezlista                      | 3                    |
| Indiai Top 40 kislemez                    | 1 (8 hétig)          |
| Izraeli kislemezlista                     | 1 (18 hétig)         |
| Japán J-Wave Hot 100                      | 1 (14 hétig)         |
| Kanadai Hot 100                           | 2                    |
| Kínai kislemezlista                       | 1 (15 hétig)         |
| Kolumbiai Top 100 kislemez                | 1 (3 hétig)          |
| Lengyel kislemezlista                     | 1 (1 hétig)          |
| Mexikói Top 40                            | 1 (1 hétig)          |
| Norvég VG-Lista kislemezlista             | 1 (6 hétig)          |
| Perui Top 100 kislemez                    | 4                    |
| Román kislemezlista                       | 1 (2 hétgi)          |
| Spanyol kislemezlista                     | 1 (4 hétig)          |
| Spanyol PROMUSICAE letöltési lista        | 1 (3 hétig)          |
| Svájci Top 100 kislemezlista              | 3                    |
| Új-zélandi RIANZ kislemezlista            | 28                   |
| Euro Hot 100                              | 3                    |
| Latin-amerikai Top 40                     | 1 (11 hétig)         |
| Nemzetközi egyesített slágerlista         | 2                    |